# 11-й гвардейский стрелковый корпус
11-й гвардейский стрелковый Краснознамённый, ордена Суворова корпус — гвардейское формирование (соединение, стрелковый корпус) Красной Армии в Великой Отечественной войне.
Условное наименование — войсковая часть полевая почта (в/ч пп) № 91051.
Сокращённое наименование — 11 гв. ск.

## История формирования
Корпус начал формироваться 3 августа 1942 года в районе Орджоникидзе на основании директивы Ставки ВГК № 994139 от 31 июля 1942 года и директивы заместителя НКО СССР № орг/2/2421. В его состав вошли 8-я (подполковник Красовский), 9-я (подполковник Власов) и 10-я (полковник Бушев) гвардейские стрелковые бригады, укомплектованные личным составом воздушно-десантных частей; парашютисты-десантники стали теперь пехотинцами. Несколько позже в состав корпуса были включены 62-я морская стрелковая бригада (полковник Кудинов), 98-й гвардейский артиллерийский полк, 47-й истребительно-противотанковый дивизион, 52-й и 513-й миномётные дивизионы, 54-й пулемётный батальон и части обслуживания.

## Участие в боевых действиях

### Северо-Кавказская стратегическая операция
Обстоятельства не позволили спокойно закончить формирование корпуса. Уже 8 августа ему было приказано занять оборону по южному берегу Терека в районе Моздока.
11-й гвардейский стрелковый корпус занимал оборону в центре боевых порядков 9-й армии по южному берегу Терека на участке от Бено-Юрт (ныне Гвардейск) до Сухотской. Соседом справа была 389-я, слева — 151-я стрелковые дивизии. В первом эшелоне корпуса оборонялись 10-я, 8-я и 9-я гвардейские стрелковые бригады, а во втором эшелоне на рубеже Чумпалово — Красная Горка — Чеченская Балка (ныне Предгорное) — 62-я морская стрелковая бригада.
Гитлеровцы, стянув основные силы в район Моздока, которым они на днях овладели, намеревались в дальнейшем наступать на станицу Вознесенскую, чтобы захватить здесь перевал через Терский хребет. Этот перевал открывал путь в широкую Алхан-Чуртскую долину, то есть к Грозному, Махачкале и Баку. Корпус перекрывал направление главного удара противника.
С 18 по 25 августа корпус вёл оборонительные бои на ближних подступах к Моздоку и непосредственно за город. В этих боях части корпуса уничтожили до 500 солдат и офицеров противника, 17 танков.
На рассвете 2 сентября немцы, двигаясь из Моздока на Предмостный (ныне хутор имени Калинина), начали форсировать Терек на участке обороны 8-й стрелковой бригады. Части 9-й гвардейской стрелковой бригады вступают в бой с противником, который уже форсировал реку и атаковал Кизляр. Трое суток продолжался неравный бой. Имея абсолютное превосходство в танках и авиации, гитлеровцы непрерывно наращивали удары, бросали в огонь сражения все новые части. К исходу 4 сентября, продвинувшись на 10 километров, враг достиг подошвы Терского хребта в восьми километрах к северу от станицы Вознесенской. Однако здесь, наглухо закрывая дорогу на перевал, к которому так стремилось фашистское воинство, стояли части 62-й морской стрелковой бригады с приданными ей 47-м отдельным истребительно-противотанковым дивизионом и только что прибывшим в корпус на усиление 249-м отдельным танковым батальоном. Наконец гитлеровцы прекратили атаки и стали закрепляться на захваченном плацдарме. Только отдельные танки время от времени пытались вести разведку вдоль шоссе в направлении Вознесенской.
Вскоре в состав корпуса прибыли 258-й танковый батальон и 98-й истребительно-противотанковый артиллерийский полк.
4 сентября корпус получает приказ нанести удар во фланг противнику с востока, с запада то же самое делает специально создаваемая мотомехгруппа в составе танковой бригады, отдельного танкового батальона и истребительно-противотанкового артиллерийского полка. Оба удара должны сомкнуться в Предмостном. Цель операции — отрезать фашистов от переправ, а затем уничтожить их. Срок готовности к наступлению — 5 часов 30 минут 8 сентября.
6 сентября 1942 года рано утром противник перешёл в наступление. Первая атака (а может быть, разведка боем) была отбита сравнительно легко. Подготовка второй атаки началась в 11.30. Боевые порядки моряков подверглись сильному артиллерийскому обстрелу и ударам с воздуха. Потом на них ринулась 3-я танковая дивизия, имея в первом эшелоне около 100 танков.
Командир 10-й гвардейской стрелковой бригады С. М. Бушев, организовал контратаку в левый, слабо защищённый фланг противника. Контратака была успешной. Группа Бушева стала выходить на тылы наступающих гитлеровцев.
Вскоре комкор Рослый ввёл в бой 50-й полк гвардейских миномётов. Полк немедленно выехал на перевал Терского хребта, и прославленные «катюши» ударили по фашистам. Чаша весов склонилась в пользу гвардейцев. С наблюдательного пункта было видно, как попятились гитлеровцы. Противник не выдержал огня и на всех участках начал отступать.
7 сентября, поддержанные сильными ударами Ил-2, части 11-го гвардейского стрелкового корпуса перешли в наступление, в результате которого продвинулись в северном направлении на девять километров. И хотя в этом бою гвардейцам не удалось уничтожить гитлеровцев на плацдарме, они причинили им серьёзные потери и окончательно сорвали вражеский план прорыва на перевал через Вознесенскую.

### Новороссийско-Таманская операция
С 9 сентября 1942 года части корпуса во взаимодействии с 10-м гвардейским стрелковым корпусом ведут бои с целью очистить от гитлеровцев ж/д станцию Терек и отбросить противника в направлении Моздока. 15 сентября корпус наносит удар из района юго-западнее Ногай-Мирзы на Предмостный и из района озера Ам на Нижний Курп. Наступление корпуса совпало с атаками противника на этом направлении. Бои приняли ожесточённый характер. Части корпуса нанесли врагу большие потери и остановили его наступление.
К концу сентября в составе корпуса, кроме корпусных частей остались 62-я отдельная морская стрелковая бригада, понесшая большие потери под Вознесенской и 10-я гвардейская стрелковая бригада, уже почти полмесяца не выходившая из тяжёлых боев в районе Эльхотово. Зато в состав корпуса вливалась вновь созданная 34-я отдельная стрелковая бригада (полковник Ворожищев), расположившаяся в районе населённого пункта Верхние Ачалуки. Сформированная в августе сорок второго под Баку, она была укомплектована в основном курсантами нескольких училищ, главным образом военно-морских. Армия и флот посылали на защиту Кавказа свой золотой фонд — курсантские кадры, юношей, решивших навсегда связать жизнь с военной службой.
27 октября 1942 года корпус получает приказ совершить шестидесяти километровый марш и к утру следующего дня занять оборону на рубеже Тулатово — Архонская — Фиагдон — Дзуарикау, иначе говоря, на ближних подступах к городу Орджоникидзе. Быстро разработанный приказ по корпусу предусматривал, что 62-я отдельная морская стрелковая бригада с 1-м и 3-м дивизионами 98-го гвардейского артполка и 73-м отдельным истребительным противотанковым дивизионом, совершив марш из района Средние Ачалуки через Беслан, занимает оборону на участке Тулатово — Архонская, а 34-я отдельная стрелковая бригада со 2-м дивизионом 98-го гвардейского артполка, пройдя через Чермен, Орджоникидзе, Гизель, оседлает рубеж Фиагдон — Дзуарикау. 52-й отдельный миномётный дивизион должен был обеспечить прочность обороны на участке севернее Фиагдона в стыке 62-й и 34-й бригад.
Резерв корпуса в составе 47-го отдельного истребительного противотанкового дивизиона, 6-го отдельного миномётного батальона и 54-го пулемётного батальона должен был занять позиции в районе селения Нижняя Саниба; штаб корпуса с 54-й отдельной зенитно-артиллерийской батареей передислоцировался в селение Гизель, которое находилось примерно в десяти километрах западнее Орджоникидзе.
В семь утра 27 октября явившиеся по вызову командиры частей получили упомянутый приказ. А уже через сутки корпус после утомительного форсированного марша прибыл на отведённый ему рубеж. Гвардейцы снова оказались на направлении главного удара 1-й танковой армии врага.
Со 2 ноября противник переходит в наступление и начинает яростные атаки. Силы были явно не равны: уж очень много войск бросил враг на штурм Орджоникидзе. После взятия Гизели немецкие танки к вечеру оказались у западной окраины города Орджоникидзе.
В ночь на 8 ноября фашистам удалось пробить вдоль шоссе коридор шириной до двух километров, разрезав боевые порядки 10-й бригады. Сюда с других участков спешно выдвигались артиллерия и стрелковые подразделения. Противник пытался через образовавшуюся щель вырваться из окружения, вывести на запад личный состав и технику. Однако горловина простреливалась с обеих сторон многослойным огнём артиллерии корпуса. Враг непрерывно атаковал, пытаясь раздвинуть пошире коридор, но ничего не мог сделать.
После завершения разгрома гизельской группировки противника бои приутихли, в начале декабря 1942-го корпус в составе 9-й армии Закавказского фронта перешёл к обороне по рубежу Алагир, Беслан и далее по берегу реки Терек и Сунженскому хребту. А 22 декабря враг, испугавшись, что с выходом войск Юго-Западного фронта к Ростову захлестнётся вся его кавказская группировка, побежал. Части корпуса в составе войск 9-й армии стремительно начали преследование противника в направлении Пятигорска.
В первых числах февраля преследование противника закончилось. Были освобождены Пятигорск, Железноводск, Ессентуки, Минеральные Воды, Армавир, Кропоткин. Войска фронта вышли к Азовскому морю. Теперь предстояло очистить от врага низовья Кубани и Таманский полуостров, который удерживала 17-я немецкая армия. Попытка с ходу сбить противника с занимаемого рубежа не принесла успеха. Стало ясно, что без солидной подготовки оборону не прорвать.
10.2.1943 г. части корпуса форсировали реку Кубань и, преодолев ряд узлов сопротивления, с ходу ворвались на южную окраину Краснодара.
В конце февраля 11-й гвардейский стрелковый корпус был передан из 9-й армии в состав 58-й.
В начале марта противник под натиском наших войск отошёл за реку Протока, ширина которой немалая — до 120 м, а глубина — 3-4 м. Вдоль западного берега тянулась насыпь, местами доходившая до двух метров высоты. В неё фашисты врезали огневые точки.
9 марта 1943 г. одновременно с 37-й армией корпус в составе 9-й армии переходит в наступление и наносит удар на Красноармейскую. Захватив эту станцию, части корпуса выходят к р. Протока.
В марте 1943 года в один миг погибло управление 10-й бригады. Налетела группа самолётов. Комбриг вручал в доме награды. К счастью, многие уже успели их получить и были отпущены к себе в подразделения. Бомба попала в угол этого дома. Погибли командир бригады подполковник Н. Е. Терешков, начальник штаба майор П. П. Климентьев, начальник оперативного отделения майор Н. В. Минаев.
25.9.1943 г. корпус в составе 56-й армии, преодолевая вражеское сопротивление, отбросил противника за реку Старая Кубань. Части корпуса вышли к новому оборонительному рубежу противника, оборудованному между Ахтанизовским, Старотитаровским и Кизилташском лиманами.

### Керченско-Эльтигенская десантная операция
С 3.11.1943 г. части корпуса принимают участие в высадке десанта на Керченский п-ов: высадившаяся 32-я гвардейская стрелковая дивизия полковника Василенко с ходу развернула наступление вдоль Азовского побережья. К исходу 5 ноября соединения и части корпуса освободили населённые пункты Маяк, Глейка, Жуковка, Опасное, Еникале, Баксы, Осовины, создав плацдарм 10 км по фронту и 6 км в глубину.
С 10.1.1944 11-й гвардейский принимает участие в операции по разгрому группировки противника севернее Керчи. В его задачу входило с суши и десантом с моря прорвать оборону противника на участке высоты 95.1 и урочища Грязевой Пучины к северу от Керчи и выйти в тыл противнику.

### Крымская наступательная операция
С 11.4.1944 г. корпус, принимая участие в Крымской операции, во взаимодействии с частями 3-го гвардейского стрелкового корпуса получает задачу прорвать керченские оборонительные позиции в центре и, обойдя узел сопротивления врага — Булганак с севера и с юга, разгромить группировку противника в этом районе. 12 апреля — выходит на рубеж Ак-Монай. В дальнейшем корпусу предстояло продолжить преследование противника в направлении Карасубазар, Зуя, Саблы и к 14 апреля выйти на рубеж Альма-Кермен, Бешуй; главными силами во взаимодействии с частями 4-го Украинского фронта овладеть Симферополем и развивать наступление на Севастополь.
15 апреля 1944 года части корпуса занимают Алушту. В начале мая 1944 года корпус принимает участие в штурме Севастополя. В мае—июне вместе с прочими частями 2-й гвардейской армии был передислоцирован в район городов Дорогобуж, Ельня. Принимал участие в Вильнюсской операции, а 8 июля был передан из 2-й гвардейской армии в состав 1-го Прибалтийского фронта. 14—31 июля 1944 года наступал в ходе Шяуляйской наступательной операции, затем отражал контрудары противника западнее и северо-западнее Шяуляя. В октябре участвовал в Мемельской наступательной операции. С декабря 1944 года — на 3-м Белорусском фронте. В январе—апреле 1945 года в ходе Восточно-Прусской стратегической операции участвовал в прорыве долговременной обороны противника, принимал участие в ликвидации его окружённых группировок юго-западнее Кёнигсберга. Завершил войну уничтожением немецкой земландской группировки.

## Периоды вхождения в состав Действующей армии
- 3 августа 1942 года — 19 мая 1944 года
- 8 июля 1944 года — 9 мая 1945 года[6]

## Состав
(на 9 мая 1945 года)

Части корпусного подчинения:
- 58-й отдельный гвардейский Керченский[7] ордена Красной Звезды[8] батальон связи (до 27 ноября 1942 года — 57-я отдельная гвардейская рота связи)
- 896-й отдельный сапёрный Ялтинский[9] ордена Красной Звезды[10] батальон
- 45-я отдельная автотранспортная рота (до 31 мая 1943 года)
- 456-я полевая авторемонтная база (с 23 марта 1945 года)
- 989-я военно-почтовая станция[6]

Дивизии корпуса:
- 2-я гвардейская стрелковая дивизия
- 3-я гвардейская стрелковая дивизия
- 32-я гвардейская стрелковая дивизия[11]

## Командование корпуса
Командиры корпуса:
- гвардии генерал-майор Коротеев, Константин Аполлонович (02.08.1942 — 30.08.1942)
- гвардии генерал-майор Рослый, Иван Павлович (01.09.1942 — 08.12.1942)
- гвардии генерал-майор Хижняк, Иван Лукич (09.12.1942 — 04.03.1943)
- гвардии генерал-майор Тихонов, Михаил Фёдорович (05.03.1943 — 01.08.1943)
- гвардии генерал-майор Сергацков, Василий Фадеевич (02.08.1943 — 02.12.1943)
- гвардии генерал-майор Аршинцев, Борис Никитович (14.12.1944 — 15.01.1944), (погиб в бою)
- гвардии генерал-майор Рождественский, Серафим Евгеньевич (17.01.1944 — 22.08.1944)
- гвардии генерал-майор, с мая 1945 генерал-лейтенант Арушанян, Баград Исаакович (23.08.1944 — 15.01.1946)[12]
- гвардии генерал-полковник Чанчибадзе, Порфирий Георгиевич (15.01.1946 — 26.03.1947)
- гвардии генерал-лейтенант Родимцев, Александр Ильич (26.03.1947 — хх.02.1951)
- гвардии генерал-майор Пашков, Иван Захарович (хх.02.1951 — 27.10.1953)
- гвардии генерал-лейтенант Лященко, Николай Григорьевич (хх.10.1953 — 12.06.1956)[1]

Заместители командира корпуса по строевой части
- гвардии генерал-майор Рослый, Иван Павлович (23.08.1942 — 30.08.1942)
- гвардии полковник Ермилов, Николай Дмитриевич (1943)
- гвардии генерал-майор Подоляко, Николай Петрович (07.1943 — 11.1943)
- гвардии генерал-майор Сенькевич, Василий Адамович (19.04.1945 — 02.04.1946)[13]

Военный комиссар, заместитель командира по политической части корпуса:
- полковой комиссар, с 5.12.1942 гвардии полковник Базилевский, Павел Леонтьевич (02.08.1942 — 07.09.1944)
- гвардии полковник Соколов, Александр Петрович (07.09.1944 — 09.05.145)[14]

Начальники штаба корпуса:
- гврадии подполковник Колобов, Леонид Александрович (02.08.1942 — 19.08.1942)
- гвардии майор Корчагин, Илья Васильевич (19.08.1942 — 25.08.1942) (ВРИД)
- гвардии подполковник, гвардии полковник Глонти, Михаил Варламович (26.08.1942 — 1945)
- гвардии генерал-майор Сенькевич, Василий Адамович (02.04.1945 — 19.04.1945)[13]

## Награды и почётные наименования
| Награда (наименование)        | Дата награждения                                                                        | За что награждён |
| ----------------------------- | --------------------------------------------------------------------------------------- | --- |
| Почётное звание «Гвардейский» | присвоено директивой Ставки Верховного Главнокомандования № 994139 от 31 июля 1942 года | получено корпусом при формировании |
| Орден Красного Знамени        | награждён указом Президиума Верховного Совета СССР от 28 апреля 1943 года               | за образцовое выполнение боевых заданий командования на фронте борьбы с немецкими захватчиками и проявленные при этом доблесть и мужество |
| Орден Суворова II степени     | награждён указом Президиума Верховного Совета СССР от июня 1945 года                    | |

## Послевоенная история
В конце августа 1945 года корпус начал вывод входящих в его состав частей из Восточной Пруссии в Московский военный округ.
На момент прибытия в МВО в составе корпуса находились следующие части:
- Управление корпуса (в/ч 91051), Калинин
- 2-я гвардейская стрелковая Таманская Краснознамённая ордена Суворова дивизия (в/ч 23626), п. Алабино
- 32-я гвардейская стрелковая Таманская Краснознамённая ордена Суворова второй степени дивизия (в/ч 42711), Калинин
- 33-я гвардейская стрелковая Севастопольская ордена Суворова дивизия (в/ч 19605), Ржев

Затем состав войск корпуса постепенно менялся, формировались новые части и упразднялись старые. На 1954 год в нём оставались лишь 272-я стрелковая и 23-я гвардейская механизированная дивизии.
В июне 1956 года управление корпуса было расформировано.

## Память
На созданной в 1959 году художниками студии имени М. Б. Грекова диораме Штурм Сапун-Горы изображены события 7 мая 1944 года. По замыслу художников, зритель находится на склоне Сапун-горы. Штурм Сапун-горы продолжается уже более семи часов. Бой идёт за каждую траншею, за каждый выступ. На переднем плане картины — штурмовые группы 11-го гвардейского и 63-го стрелковых корпусов, преодолевающие последние укрепления врага перед гребнем Сапун-горы.